# Hélène Meer
Hélène Marie Marguerite Meer (Differdange, 4 juli 1905 – Arès, 25 juli 1990) was een Luxemburgs kunstschilder.

## Leven en werk
Hélène Meer was een dochter van slager Peter (Pierre) Meer en Clementine Adam. Ze bracht haar jeugd door in Esch-sur-Alzette. De beginselen van het tekenen en schilderen leerde ze van Henri Rabinger en Josy Meyers. Na de Tweede Wereldoorlog werd ze opgeleid aan de Koninklijke Academie voor Schone Kunsten in Brussel, als leerling van Léon Devos, en vanaf 1951 aan de Académie de la Grande Chaumière in Parijs, bij Édouard Mac-Avoy. Ze trouwde met Lucien Ludwig (1899-1981), inspecteur-generaal van de verzekeringsmaatschappijen 'Le Foyer' en 'La Prévoyance'.
Meer schilderde figuratieve bloemen, stillevens en portretten. Ze sloot zich aan bij de kunstenaarsvereniging Cercle Artistique de Luxembourg (CAL), waar ze van 1937 tot 1970 deelnam aan de jaarlijkse salons. Ze was in de jaren 60 bestuurslid van de CAL. Ze exposeerde in binnen- en buitenland. Binnen Luxemburg had ze solo-exposities bij onder meer Galerie Wierschem (1941), Galerie Bradtké (1950-1951) en de Galerie Municipale d'Art in Esch (1961). In 1966 vertegenwoordigde ze Luxemburg op de Salon européen des femmes-peintres in Nancy, samen met Triny Beckius, Georgette Beljon, Monique Brackel, Solange Frégnac, Thérèse Frégnac, Josée Gloden, Nina Grach-Jascinsky, Marie-Ange Heiden, Christiane Heinen, Huguette Heldenstein, Erny Heuertz, Loulou Heuertz, Valérie Kuborn, Ger Maas, Marie-Jeanne Molitor, Irène Nadler, Vanna Solofrizzo, Germaine Spiesse en Lily Unden.
Hélène Meer overleed kort na haar 85e verjaardag.

## Onderscheidingen
- 1955 Grand Prix International de la Peinture. Deauville
- 1955 Gouden medaille van de stad Parijs

- Musée national d'archéologie, d'histoire et d'art: lkl000121